# Palazzo Ricciardelli
Il Palazzo Ricciardelli è un edificio storico situato nel centro di Aiello del Sabato. Ha subìto nel tempo varie modifiche dovute ai diversi utilizzi.

## Storia

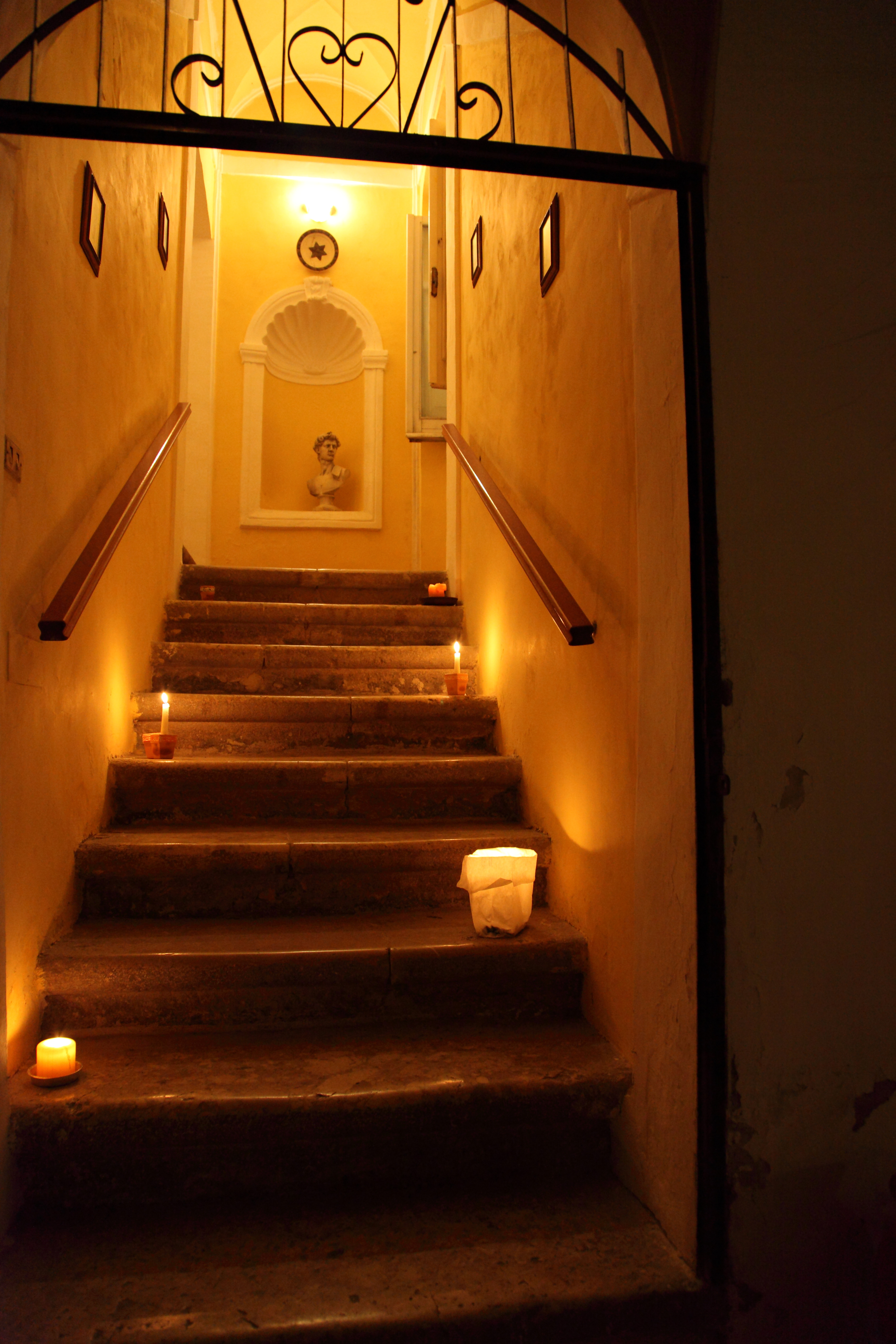
Scalinata in marmo risalente al XVII secolo con volte e nicchie antiche

Il palazzo nasce come proprietà dei monaci benedettini dell'Abbazia di Montevergine. L'adiacenza con la chiesa di San Sebastiano con la quale ha costituito e costituisce un solo corpo, ne è una prova evidente. Internamente il palazzo è diviso dalla chiesa da un chiostro, sotto il quale esiste un passaggio di collegamento, che veniva utilizzato dalle suore per entrare direttamente nella chiesa senza essere viste in pubblico.
A suo tempo la Regina Giovanna vi soggiornò per qualche tempo, trovando l'abitazione piacevole e riservata.
Più recentemente, l'immobile fu acquistato dalla famiglia Ricciardelli, il cui stemma è visibile sul grande portone di ingresso. Negli anni quaranta l'immobile fu locato ai carabinieri, che ne fecero una caserma. Il passaggio segreto fu murato, per ragioni di sicurezza, durante la seconda guerra mondiale.
I Ricciardelli, successivamente, vendettero l'intera proprietà alla famiglia De Ciuceis che tuttora la detiene.
Nonostante gli ingenti danni inferti dai terremoti nel corso dei secoli, e particolarmente, dall'ultimo del 23 novembre 1980, la struttura creatasi tra il XV ed il XVI secolo è ancora salda e abitabile. Ammirevole il cortile interno, la scala con i marmi originali, le nicchie, il giardino interno (ex chiostro), i portali, la pietra lavorata sapientemente.